# Derivada de Dini
En Análisis matemático la derivada de Dini o derivada Dini es una generalización especial del concepto de derivada para funciones continuas no necesariamente diferencialbes, introducida por primera vez por el matemático y político italiano Ulisse Dini.

## Definición formal
Sea {\displaystyle f} una función real definida sobre un dominio compacto {\displaystyle {\mathcal {D}}\subset \mathbb {R} }. Si la función está bien definida y es finita para cualquier punto de su dominio, entonces, las cuatro derivadas Dini se definen formalmente de acuerdo a los siguientes límites:
- Derivada Dini superior derecha de  {\displaystyle f} en  {\displaystyle x_{0}}:

{\displaystyle D^{+}f(x_{0})=\limsup _{x\to x_{0}^{+}}{\frac {f(x)-f(x_{0})}{x-x_{0}}}}
donde {\displaystyle \limsup } es el límite superior.
- Derivada Dini inferior derecha de {\displaystyle f} en  {\displaystyle x_{0}}:

{\displaystyle D_{+}f(x_{0})=\liminf _{x\to x_{0}^{+}}{\frac {f(x)-f(x_{0})}{x-x_{0}}}}
donde {\displaystyle \liminf } es el límite inferior.
- Derivada Dini superior izquierda de {\displaystyle f} en  {\displaystyle x_{0}}:

{\displaystyle D^{-}f(x_{0})=\limsup _{x\to x_{0}^{-}}{\frac {f(x)-f(x_{0})}{x-x_{0}}}}
- Derivada Dini inferior izquierda de {\displaystyle f} en  {\displaystyle x_{0}}:

{\displaystyle D_{-}f(x_{0})=\liminf _{x\to x_{0}^{-}}{\frac {f(x)-f(x_{0})}{x-x_{0}}}}
Es importante tener en cuenta que no se ha puesto ninguna restricción específica sobre la función {\displaystyle f} salvo que esté definida para todos los puntos de su dominio y que sea finita, por lo que podría suceder que alguno de los límites anteriores diverja o no exista. 

### Derivada Dini superior e inferior
De forma compacta, las derivadas Dini suelen expresarse simplemente tomando el límite superior o inferior de la función en un punto, lo que se conocen como derivadas Dini superior e inferior, independientemente de si la derivada se toma por la izquierda o por la derecha. Formalmente estas derivadas se definen del siguiente modo:
- Derivada Dini superior de {\displaystyle f} en {\displaystyle x_{0}}:

{\displaystyle {\overline {D}}f(x_{0})=\limsup _{x\to x_{0}}{\frac {f(x)-f(x_{0})}{x-x_{0}}}=\sup\{D^{+}f(x_{0}),D^{-}f(x_{0})\}}
donde {\displaystyle \limsup } es el límite superior.
- Derivada Dini inferior de {\displaystyle f} en {\displaystyle x_{0}}:

{\displaystyle {\underline {D}}f(x_{0})=\liminf _{x\to x_{0}}{\frac {f(x)-f(x_{0})}{x-x_{0}}}=\inf\{D_{+}f(x_{0}),D_{-}f(x_{0})\}}
donde {\displaystyle \liminf } es el límite inferior.

## Derivadas Dini Direccionales
El concepto de derivada Dini puede generalizarse para funciones de varias variables introduciendo el concepto de derivada Dini direccional, que no es más que una generalización del concepto de derivada direccional para funciones arbitrarias finitas [ref].
Sea pues una función {\displaystyle f\,:\,X\to \mathbb {R} } donde el dominio {\displaystyle X\subseteq \mathbb {R} ^{n}} es compacto. De este modo, si la función {\displaystyle f} es continua y está bien definida ara cualquier punto {\displaystyle \mathbf {x} \in X} , entonces, las derivadas Dini direccionales se definen de acuerdo a los siguientes límites:
- Derivada Dini direccional superior  de {\displaystyle f} en la dirección {\displaystyle \mathbf {u} } sobre el punto {\displaystyle \mathbf {x} } se define como el límite:

{\displaystyle D_{\mathbf {u} }^{+}f(\mathbf {x} )=\limsup _{\lambda \to 0^{+}}{\frac {f(\mathbf {x} -\lambda \mathbf {u} )-f(\mathbf {x} )}{\lambda }}}
donde {\displaystyle \limsup } es el límite superior.
- Derivada Dini direccional inferior de {\displaystyle f} en la dirección {\displaystyle \mathbf {u} } sobre el punto {\displaystyle \mathbf {x} } se define como el límite:

{\displaystyle D_{\mathbf {u} }^{-{}}f(\mathbf {x} )=\liminf _{\lambda \to 0^{+}}{\frac {f(\mathbf {x} -\lambda \mathbf {u} )-f(\mathbf {x} )}{\lambda }}}
donde {\displaystyle \liminf } es el límite inferior.

## Diferenciabilidad
Dado que las derivadas Dini son una generalización de la derivada, éstas pueden proporcionar información a cerca de la diferenciabilidad de una función sobre un determinado punto. Concretamente, para el caso de las funciones de una sola variable, puede verse que si todas las derivadas Dini existen y además cumplen que {\displaystyle D^{+}f(x_{0})=D^{-}f(x_{0})=D_{+}f(x_{0})=D_{-}f(x_{0})}, entonces la función {\displaystyle f} es diferenciable en el punto {\displaystyle x_{0}} y además su valor coincide con el de las derivadas Dini:
{\displaystyle D^{+}f(x_{0})={\overline {D}}f(x_{0})={\underline {D}}f(x_{0})=\left.{\frac {df}{dx}}\right|_{x=x_{0}}}
En el caso de las funciones de varias variables, si la derivada direccional Dini superior e inferior existen y se verifica que {\displaystyle D_{\mathbf {u} }^{+}f(\mathbf {x} )=D_{\mathbf {u} }^{-}f(\mathbf {x} )}, entonces la derivada direccional de {\displaystyle f} en la dirección {\displaystyle \mathbf {u} } sobre el punto {\displaystyle x} existe y su valor coincide con el de las derivadas Dini:
{\displaystyle D_{\mathbf {u} }^{+}f(\mathbf {x} )=D_{\mathbf {u} }^{-}f(\mathbf {x} )=D_{\mathbf {u} }f(\mathbf {x} )}
donde {\displaystyle D_{\mathbf {u} }f(x)} es la derivada direcciónal estándar de la función {\displaystyle f}  sobre el punto {\displaystyle \mathbf {x} } en la dirección {\displaystyle \mathbf {u} }.

## Ejemplos

### Ejemplo 1[1]
Sea {\displaystyle f(x)=|x|} la función valor absoluto. Esta función es continua para toda la recta real y diferenciable en todos los puntos salvo en el punto {\displaystyle x=0} donde la derivada no está bien definida. Sin embargo, las derivadas Dini en dicho punto existen y son finitas:
{\displaystyle {\begin{array}{l}D^{+}f(0)=D_{+}f(0)=1\\D^{-}f(0)=D_{-}f(0)=-1\end{array}}\Longrightarrow {\begin{array}{l}{\overline {D}}f(0)=1\\{\underline {D}}f(0)=-1\end{array}}}

### Ejemplo 2
Las derivadas Dini también se pueden aplicar para funciones continuas definidas a trozos como por ejemplo:
{\displaystyle f(x)={\begin{cases}-x&{\text{si }}x<0\\x^{2}&{\text{si }}x\geqslant 0\end{cases}}}
Para esta función se puede ver que es diferenciable en todos los puntos excepto para {\displaystyle x=0}. Pero de nuevo las derivadas Dini existen y son finitas:
{\displaystyle {\begin{array}{l}D^{+}f(0)=D_{+}f(0)=0\\D^{-}f(0)=D_{-}f(0)=-1\end{array}}\Longrightarrow {\begin{array}{l}{\overline {D}}f(0)=0\\{\underline {D}}f(0)=-1\end{array}}}

### Ejemplo 3[1]
Sea la función {\displaystyle f} definida como:
{\displaystyle f(x)={\begin{cases}0&{\text{si }}x=0\\x\sin \left({\frac {1}{x}}\right)&{\text{si }}x\neq 0\end{cases}}}

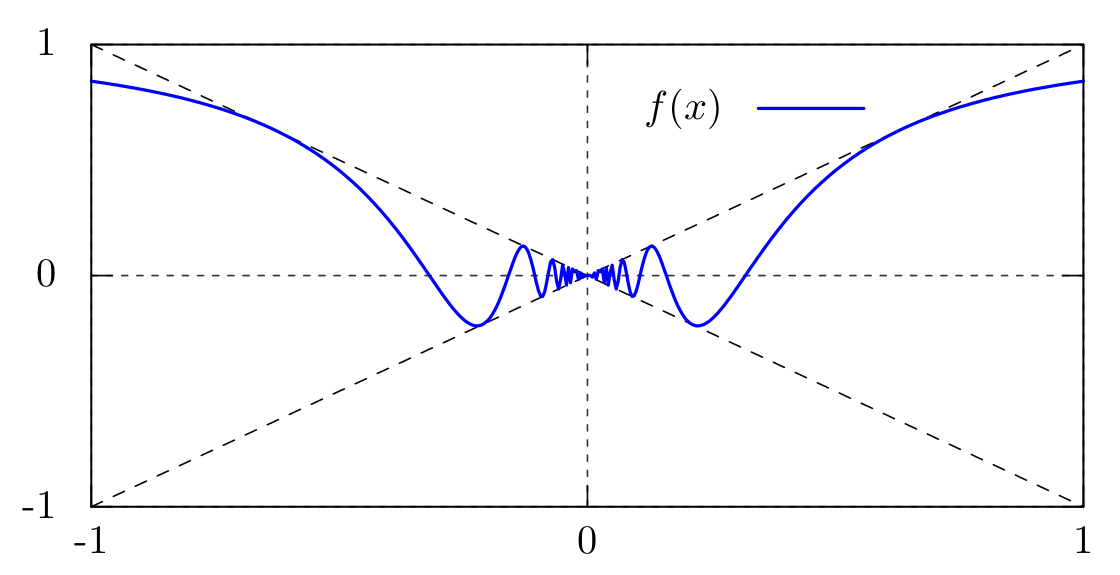
Representación gráfica de la función del ejemplo 3

Esta función no es diferenciable en el origen pues en este caso la derivada no está definida. Sin embargo, las derivadas Dini existen y son finitas:
{\displaystyle {\begin{array}{l}D^{+}f(0)=D^{-}f(0)=1\\D_{+}f(0)=D_{-}f(0)=-1\end{array}}\Longrightarrow {\begin{array}{l}{\overline {D}}f(0)=1\\{\underline {D}}f(0)=-1\end{array}}}

### Ejemplo 4
Sea una función de dos variables definida como:
{\displaystyle f(x,y)={\begin{cases}0&{\text{si }}(x,y)=(0,0)\\{\sqrt {x^{2}+y^{2}}}\sin \left({\frac {1}{\sqrt {x^{2}+y^{2}}}}\right)&{\text{si }}(x,y)\neq (0,0)\end{cases}}}
que es una generalización de la función del ejemplo anterior sobre {\displaystyle \mathbb {R} ^{2}}
Puede observarse que la función {\displaystyle f} es continua y está bien definida para cualquier punto de {\displaystyle \mathbb {R} ^{2}} por lo que pueden calcularse las derivadas direccionales Dini sobre cualquier punto, y en particular, sobre el punto {\displaystyle (x,y)=(0,0)} que para cualquier dirección {\displaystyle \mathbf {u} }  existen y son finitas:
{\displaystyle D_{\mathbf {u} }^{+}f(0,0)=1\qquad \qquad D_{\mathbf {u} }^{{}-}f(0,0)=-1}
Además, dado que {\displaystyle D_{\mathbf {u} }^{+}f(0,0)\neq D_{\mathbf {u} }^{{}-}f(0,0)} se puede concluir que la derivada direccional de la función sobre dicho punto no va estar bien definida.